# Даниел Берлайн
Даниел Елис Берлайн (на английски: Daniel Ellis Berlyne) е английски психолог.

## Биография
Роден е през 1924 година в Салфорд, Великобритания. Става преподавател в Шотландия, САЩ и Канада.
Работи в Международния център по генетична епистемология в Женева, където си сътрудничи с Жан Пиаже, като двамата публикуват обща книга през 1960 г., озаглавена „Теория на поведението и операцията“. Берлайн активно пише в книгите си за поведението, активацията, вниманието, мотивацията, мисленето и други. Особен е приноса му към мотивацията и активацията, като с последното понятие той обяснява някои постъпки, като приемането на наркотици например.
Умира през 1976 година в Торонто, Канада, на 52-годишна възраст.